# Anri
Eiko Kawashima (川島 栄子, Kawashima Eiko) (Yamato, 31 augustus 1961), bekend onder haar artiestennaam Anri, is een Japanse singer-songwriter.

## Discografie

### Studioalbums (selectie)
- Apricot Jam (1978)
- Feelin' (1979)
- 哀しみの孔雀 (Sad Peacock) (1981)
- Heaven Beach (1982)
- Timely!! (1983)
- Wave (1985)
- Circuit of Rainbow (1990)
- Moana Lani (1992)
- Angel Whisper (1996)
- Ever Blue (1999)
- The Beach House (2000)
- Sol (2005)
- Anri Again – Best of Myself (2009, coveralbum)
- Smooth & Groove (2015)
- Melodies: Smooth & Groove (2016)
- ANRI (2018)